# Liste de peintures de Claude-Guy Hallé
Cette page dresse une liste des peintures de Claude-Guy Hallé, peintre français des XVIIe et XVIIIe siècles.

## Liste
| Image | Titre                                                           | Technique                                           | Date           | Commentaire | Lieu de conservation                  | N° de catalogue raisonné (Willk-Brocard, 1995) |
| ----- | --------------------------------------------------------------- | --------------------------------------------------- | -------------- | ----------- | ------------------------------------- | ---------------------------------------------- |
|       |                                                                 |                                                     |                |             |                                       |                                                |
|       | Jésus chassant les marchands du Temple                          | Huile sur toile 450 x 340 cm                        | 1688           |             | Arras, musée des Beaux-Arts           | C9                                             |
|       | La Remise des clés à saint Pierre                               | Huile sur toile 154 x 107 cm                        | 1690           |             | Saint-Riquier, église abbatiale       | C10                                            |
|       | La Translation des reliques de saint Germain (esquisse)         | Huile sur toile 18,5 x 25 cm                        | 1697           |             | Collection particulière               | C13a                                           |
|       | Portrait de Simon Hurtrelle                                     | Huile sur toile 132 x 98 cm                         | vers 1695-1700 |             | Versailles, musée national du château | C14                                            |
|       | L'Adoration des mages                                           | Huile sur toile 168 x 116 cm                        | 1701           |             | Orléans, musée des Beaux-Arts         | C18                                            |
|       | L'Adoration des mages (esquisse)                                | Huile sur toile 22,5 x 16,9 cm                      | 1701           |             | Collection particulière               | C18a                                           |
|       | Le Saut du chien                                                | Huile sur toile 62 x 53 cm                          | 1702           |             | Berlin, Ambassade de France           | C19                                            |
|       | La Pêche                                                        | Huile sur toile 62 x 53 cm                          | 1702           |             | Berlin, Ambassade de France           | C20                                            |
|       | Moïse sauvé des eaux                                            | Huile sur toile 82,3 x 99,8 cm                      | vers 1704      |             | Collection particulière               | C24                                            |
|       | David apportant à Saül la tête de Goliath                       | Huile sur toile 144 x 194 cm                        | 1705           |             | Collection particulière               | C29                                            |
|       | Étude de deux têtes de jeunes femmes                            | Huile sur papier marouflé sur carton 37,5 x 24,2 cm | vers 1705      |             | Collection particulière               | C30                                            |
|       | La Présentation au Temple (esquisse)                            | Huile sur toile 22,5 x 17,5 cm                      | vers 1700-1710 |             | Rouen, musée des Beaux-Arts           | C31a                                           |
|       | Une princesse prenant le voile chez les bénédictines (esquisse) | Huile sur toile 22,3 x 17,9 cm                      | vers 1700-1710 |             | Collection particulière               | C32                                            |
|       | L'Apparition du Christ à la Madeleine                           | Huile sur toile 365 x 166 cm                        | 1705           |             | Paris, église Saint-Sulpice           | C33                                            |
|       | Sainte Geneviève intercédant pour les pestiférés                | Huile sur toile 234 x 160 cm                        | 1706           |             | Nîmes, musée d'Art et d'Histoire      | C34                                            |
|       | La Vocation de saint Jacques                                    | Huile sur toile 70 x 59,4 cm                        | avant 1712     |             | Collection particulière               | C42                                            |
|       | Portrait présumé d'une fille du peintre                         | Huile sur papier marouflé sur carton 31,7 x 22,2 cm | 1710-1715      |             | Collection particulière               | C49                                            |
|       | Étude de têtes d'enfants                                        | Huile sur papier marouflé sur toile 22,4 x 43,3 cm  | 1710-1715      |             | Collection particulière               | C50                                            |
|       | Le Sacrifice d'Abraham                                          | Huile sur toile 46 x 37,2 cm                        | 1715           |             | Localisation actuelle inconnue        | C53                                            |
|       | La Soumission du doge de Gênes                                  | Huile sur toile 343 x 603 cm                        | 1715           |             | Versailles, musée national du château | C54                                            |
|       | La Soumission du doge de Gênes (esquisse)                       | Huile sur toile 51,7 x 94,3 cm                      | 1715           |             | Marseille, musée des Beaux-Arts       | C54a                                           |
|       | La Soumission du doge de Gênes (esquisse)                       | Huile sur bois 22 x 36 cm                           | 1715           |             | Toulouse, musée des Augustins         | C54b                                           |
|       | L'Annonciation                                                  | Huile sur toile 425 x 400 cm                        | 1717           |             | Paris, musée du Louvre                | C56                                            |
|       | L'Annonciation                                                  | Huile sur toile 23 x 31 cm                          | 1717           |             | Bourges, musée du Berry               | C56a                                           |
|       | Saint Paul à Lystres (esquisse)                                 | Huile sur bois 29,8 x 21,8 cm                       | 1717           |             | Collection particulière               | C57a                                           |
|       | Saint Paul à Lystres                                            | Huile sur toile 90 x 72 cm                          | 1717           |             | Paris, musée Carnavalet               | C57b                                           |
|       | La Multiplication des pains                                     | Huile sur toile 421 x 324 cm                        | 1723           |             | Yssingeaux, église                    | C59                                            |
|       | Portrait de Noël Hallé adolescent                               | Huile sur toile 47 x 37,5 cm                        | vers 1725      |             | Localisation actuelle inconnue        | C60                                            |
|       | Saint Pierre                                                    | Huile sur bois 220 cm                               | vers 1730      |             | Paris, église Saint-Sulpice           | C62                                            |
|       | Saint Jean-Baptiste                                             | Huile sur bois 220 cm                               | vers 1730      |             | Paris, église Saint-Sulpice           | C63                                            |
|       | Tobie rendant la vue à son père                                 | Huile sur toile 75 x 94 cm                          |                |             | Collection particulière               | C65                                            |
|       | Le Repos pendant la fuite en Egypte                             | Huile sur toile 23,5 x 32,5 cm                      |                |             | Bourges, musée du Berry               | C68                                            |
|       | La Résurrection                                                 | Huile sur toile 358 x 234 cm                        |                |             | Abbeville, musée Boucher-de-Perthes   | C71                                            |
|       | Saint Charles Borromée secourant les pestiférés (esquisse)      | Huile sur toile 22,8 x 16,9 cm                      |                |             | Collection particulière               | C78                                            |
|       | Le Martyre d'une sainte                                         | Huile sur toile 78,7 x 59,8 cm                      |                |             | Collection particulière               | C79                                            |
|       | Le Festin de Balthazar                                          | Huile sur toile 223,5 x 199,5 cm                    |                |             | Paris, église Saint-Augustin          | Non catalogué                                  |